# Tim Adleman
Timothy Max Adleman (né le 13 novembre 1987 à Staten Island, New York, États-Unis) est un lanceur droitier des Reds de Cincinnati de la Ligue majeure de baseball.

## Carrière
Joueur des Hoyas de l'université de Georgetown, Tim Adleman est repêché par les Orioles de Baltimore au 24e tour de sélection en 2010. Il commence sa carrière professionnelle en ligues mineures la même année et joue pour des clubs affiliés aux Orioles en 2010 et 2011. Sans contrat après avoir été libéré par les Orioles avant la saison de baseball 2012, il se tourne vers le baseball indépendant. D'abord refusé par le Florence Freedom de la Frontier League, il trouve du travail chez les Diablos d'El Paso de l'Association américaine, puis brille en 2013 dans la Ligue Can-Am avec les Jackals du New Jersey. Ses 62 retraits sur des prises et sa moyenne de points mérités de 1,46 en 49 manches et un tiers lancées pour les Jackals en 2013 lui valent un contrat avec les Reds de Cincinnati de la Ligue majeure de baseball.
Peu après le début de sa troisième saison de ligues mineures dans l'organisation des Reds, Tim Adleman fait ses débuts dans le baseball majeur le 1er mai 2016 comme lanceur partant pour Cincinnati. Le lanceur de 28 ans retire 6 adversaires sur des prises en 6 manches sans recevoir de décision à ce premier match face aux Pirates de Pittsburgh. Il commence treize parties des Reds en 2016 et maintient une moyenne de points mérités de 4,00 avec 4 victoires, 4 défaites et 47 retraits sur des prises en 69 manches et deux tiers lancées.